# آیزاک آسیموف
آیزاک آسیموف (به روسی: Исаáк Ю́дович Ази́мов، زادهٔ ۲ ژانویه ۱۹۲۰ – درگذشتهٔ ۶ آوریل ۱۹۹۲ میلادی) نویسندهٔ آمریکایی روسی‌تبارِ گونه‌های علم به زبان ساده و علمی–تخیلی، و استاد بیوشیمی در دانشگاه بوستون بود. او بیش از ۵۰۰ کتاب نوشته‌است.
آسیموف علمی-تخیلی سخت می‌نوشت. او به همراه کلارک و هاین‌لاین به عنوان سه نویسندهٔ بزرگِ گونهٔ علمی-تخیلی شناخته می‌شوند. شهرت اصلی او بیشتر به دلیل نگارش مجموعه کتابهای بنیاد است. سایر مجموعه‌های اصلی‌اش عبارتند از: «امپراتوری کهکشانی» و «ربات». او در دههٔ آخر زندگی‌اش این سه مجموعه را به هم پیوند می‌زند. او بیش از ۳۸۰ داستان کوتاه نوشته‌است.
کتابهایش همهٔ رده‌بندی‌های اصلی دیوئی (به جز فلسفه) را شامل می‌شود.
قوانین سه‌گانهٔ رباتیک وی از شهرت جهانی برخوردار است و دانشنامه بریتانیکا وی را واضعِ واژهٔ رباتیک در زبان انگلیسی می‌شناسد.
فرهنگ انگلیسی آکسفورد علاوه بر این او را واضع دو واژهٔ دیگر نیز می‌داند: «پوزیترونیک» و «روان‌تاریخ».
سیارک آسیموف ۵۰۲۰ به افتخار وی، نامگذاری شده‌است.

## زندگی

### سال‌های آغازین
او در پتروویچی، استان اسمولنسک در شوروی (روسیهٔ امروزی) در یک خانواده آسیابان یهودی، متولد شد.
در سه سالگی خانواده‌اش به آمریکا مهاجرت کردند. از آنجا که در خانه، با او به زبانهای ییدیش (زبان یهودیان اروپای شرقی) و انگلیسی صحبت می‌کردند، به هر دو زبان، روان سخن می‌گفت؛ اما روسی نیاموخت.
پدر روسی او در بروکلین چند دکان شیرینی فروشی داشت که از ساعت ۶ صبح تا ۱ نیمه شب باز بودند. آیزاک نوجوان هر صبح ساعت ۶ از خواب برمی‌خاست تا روزنامه پخش کند و هر بعد از ظهر تند از مدرسه بازمی‌گشت تا به پدرش کمک کند و اگر چند دقیقه دیر می‌کرد پدرش او را سرزنش می‌کرد که بچه تنبلی است. پس از گذشت ۵۰ سال آسیموف در زندگینامه‌اش از این عادت چنین یاد می‌کند: «برای من مایه غرور است که هر چند ساعت شماطه‌داری دارم اما هیچ‌گاه آن را کوک نمی‌کنم و ساعت ۶ صبح، خود از خواب بیدار می‌شوم. من هنوز به پدرم ثابت می‌کنم که آدم تنبلی نیستم». او دربارهٔ برخورد پدرش گفته: «... هیچگاه سعی نکرد عقاید مذهبی‌اش را به من درس دهد».
خواندن را از پنج سالگی آموخت و از آن هنگام در امور ادارهٔ مغازهٔ لبنیات‌فروشی به خانواده کمک می‌کرد. خود وی سحرخیزی‌اش در سال‌های آینده را مرهون همین کمک‌ها و تلاشش برای راضی کردن پدر به اینکه تنبل نیست می‌دانست. در همان مغازه، مجله‌های علمی-تخیلی هم فروخته می‌شد و آیزاکِ کوچک آن‌ها را می‌خواند. در حدود یازده سالگی او شروع به نوشتن داستان کرد و چند سالی بیشتر نگذشته بود که توانست داستان‌هایش را به مجله‌های عامه‌پسند بفروشد. در ۱۸ سالگی نخستین داستانش را به نام «گشتی در حوالی سیارک وستا» نوشت که در شماره مارس ۱۹۳۹ مجله داستان‌های حیرت‌آور چاپ شد.
سه سال بعد، در سال ۱۹۴۱ داستان دیگری با عنوان شبانگاه، به مجله داستان علمی - تخیلی حیرت‌آور فروخت که در آن زمان برترین مجله در این عرصه بود. مجله داستان علمی - تخیلی حیرت‌آور برای هر کلمه یک سنت پرداخت می‌کرد. آسیموف در مورد این داستان چنین می‌گوید: "پس برای یک داستان ۱۲هزار کلمه‌ای ۱۲۰ دلار باید می‌گرفتم ولی وقتی چک ۱۵۰ دلاری دریافت کردم گمان کردم اشتباه شده و پس از تماس با سردبیر دریافتم که او آنقدر از داستان خوشش آمده که یک چهارم سنت برای هر کلمه، فوق‌العاده پرداخت کرده‌است."

### تحصیلات و شغل

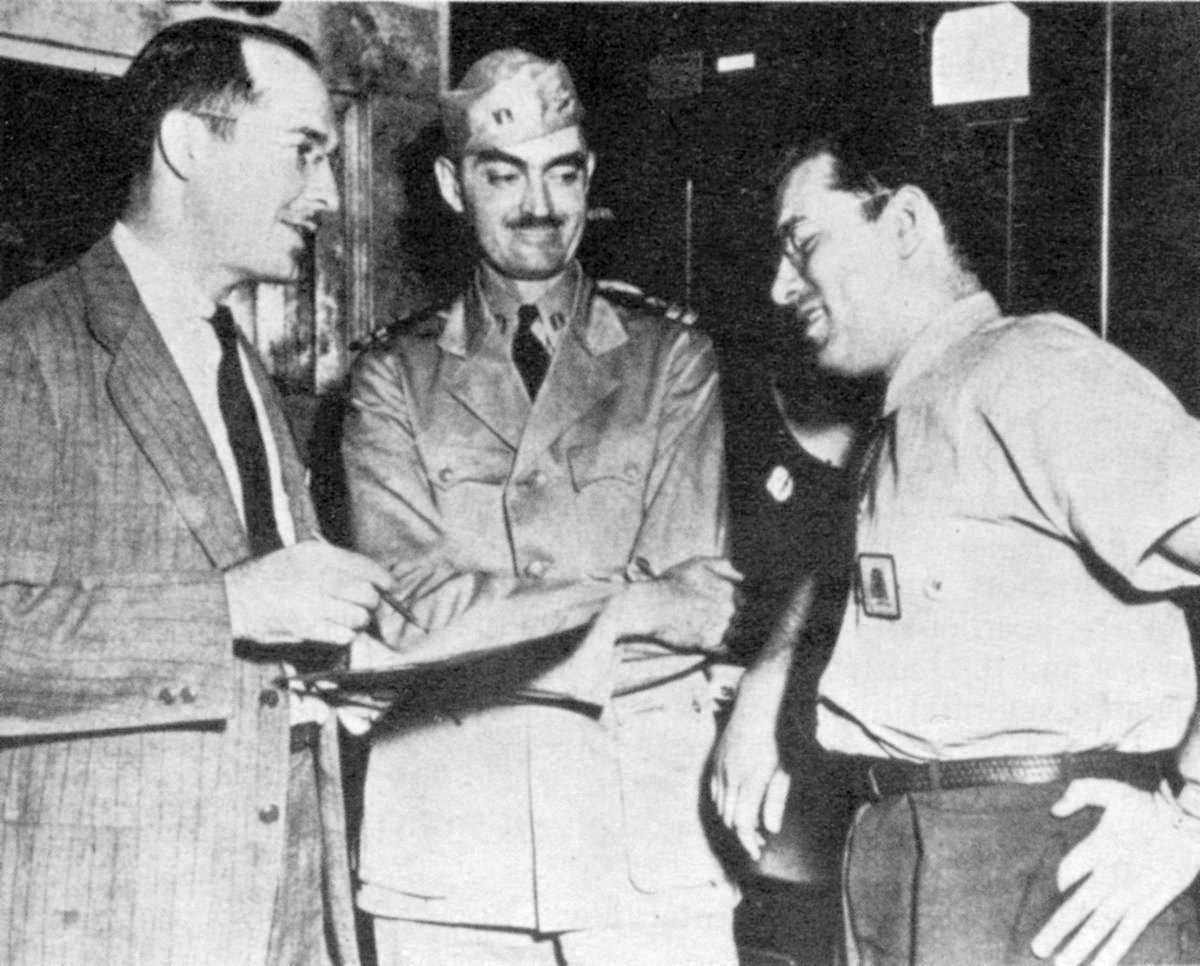
رابرت آنسون هاین‌لاین و ال. اسپراگ دی کمپ همراه با آسیموف (راست) در سال ۱۹۴۴

او از ابتدا نبوغ خود را در آموختن نشان داد و چند کلاس را یک مرتبه بالا رفت و در ۱۵ سالگی دیپلم گرفت. او در ۱۹۳۹ از دانشگاه کلمبیا فارغ‌التحصیل شد. در سپتامبر ۱۹۴۵ به ارتش اعزام شد (اگر در زمان مدرسه تاریخ تولدش را اصلاح نکرده بود، به‌طور رسمی ۲۶ ساله بود و مشمول نمی‌شد). در سال ۱۹۴۸ دکتری بیوشیمی اش را اخذ کرد. پس از اخذ مدرک، عضو هیئت علمی دانشگاه بوستون شد. از سال ۱۹۵۸ تدریس را کنار گذاشت و به صورت تمام وقت به نوشتن پرداخت (درآمد نویسندگی‌اش از حقوق دانشگاه بیشتر شده بود). با داشتن حق تصدی حتی در چنین شرایطی عضو هیئت علمی باقی ماند (همین حق تصدی در کتاب آزمایش مرگ نقش مهمی بازی می‌کند). در ۱۹۷۹ دانشگاه به پاس نوشته‌هایش او را به استاد تمام ارتقا داد.
در سال ۱۹۵۹ دوستی در دارپا به دنبال افزودن آسیموف به تیم خود بود. او این درخواست را رد کرد، چون دریافت اطلاعات محرمانه آزادیِ نوشتن را از او سلب می‌کرد. در نهایت به آنها مقاله‌ای با عنوان «دربارهٔ خلاقیت» ارائه کرد.

### زندگی شخصی
وی دو بار ازدواج کرد، بار دوم با جانت ا. جپسون (که او نیز یک نویسندهٔ سبک علمی-تخیلی است) و دو فرزند داشت.
زندگی عادی او چنین بود که راس ساعت ۶ صبح بیدار شود و در ساعت ۷:۳۰ پشت ماشین تحریر خود بنشیند و تا ۱۰ شب کار کند. آسیموف در جلد نخست زندگی‌نامه خود با عنوان «خاطره‌ای هنوز سرسبز» که در سال ۱۹۷۹ منتشر شد، توضیح داده که چگونه نویسنده‌ای وقت‌شناس شده‌است.
آسیموف دچار ترس از فضاهای باز بود و جاهای کوچک و بسته را ترجیح می‌داد. اگر چه آسیموف دربارهٔ سفرهای فضایی در دنیاهای ناشناخته و سال‌های نوری بی‌شمار نوشت، ولی خودش از پرواز کردن با هواپیما اکراه داشت. بن بوآ، ویراستار آثار او گفته‌است: «آیزاک می‌گوید دوست دارد در فضا و در پهنه آسمان‌ها پرواز کند، اما فقط در تخیلش.» جلوهٔ این ترس را می‌توان در داستان غارهای پولادی (جزوه سری روبوتی آسیموف) مشاهده کرد که در آن تمام جمعیت زمین در شهرهای بسته و زیرزمینی در فضاهای کوچک زندگی می‌کنند. آسیموف دچار ترس از پرواز هم بود و در تمام عمرش تنها دو بار با هواپیما مسافرت کرد، که هر دو بار آن اجباری و غیرقابل اجتناب بود. در همان کتاب غارهای پولادی، الیجاه بیلی (قهرمان اصلی این کتاب و کتابهای خورشید عریان و روبوتهای سپیده‌دم) دچار ترس از پرواز است و آسیموف نیم صفحه‌ای را به شرح چگونگی ترس و احساس بیلی می‌پردازد.
او از ۱۹۸۵ تا پیش از مرگش رئیس انجمن اُمانیست‌های آمریکا بود. بعد از مرگش جای او را دوست و همکار نویسنده‌اش کورت وانگات گرفت. او همچنین دوست نزدیک جین رودنبری (نویسندهٔ اصلی داستان‌های پیشتازان فضا Star Trek) هم بود و در وهلهٔ اول، او علمی-تخیلی بودنِ ایده‌های رودنبری را برای مسؤولان کمپانی پارامونت تأیید کرد. بعدها در یکی از قسمت‌های سریال شخصیتی روبوتی معرفی شد که به یاد آسیموف مغز پوزیترونی داشت، که البته این تنها شباهت آن به روبوتهای آسیموف بود.

### بیماری و مرگ
آیزاک آسیموف در ششم آوریل سال ۱۹۹۲ درگذشت. در آن هنگام، استنلی، برادر ایزاک آسیموف، علت مرگ او را نارسایی کلیه و قلب اعلام کرد. ۱۰ سال پس از مرگ آسیموف، همسرش، جانِت، اعلام کرد در هنگام عمل قلب، به دلیل تزریق خون آلوده، ایزاک آسیموف به بیماری ایدز مبتلا شده بود. اما در آن زمان پزشکان به دلیل نگرانی از واکنش عمومی و تنگ‌نظری برخی افراد نسبت به مبتلایان این بیماری، از خانواده او خواستند که از اعلام این خبر خودداری کنند. سرانجام ۱۰ سال پس از مرگ او، درحالی‌که بسیاری از پزشکان معالج او نیز درگذشته بودند، جانت و فرزند او، روبین تصمیم گرفتند، موضوع ابتلای او به بیماری ایدز را به اطلاع عموم برسانند.

## نوشته‌ها
تنها چیزی در مورد خودم که به اندازه‌ای شدیدش می‌دانم که نیاز به درمان روانکاوانه دارد، اجبارِ من به نوشتن است … این بدان معنی‌ست که ایدهٔ من برای یک زمانِ خوش این است که به اتاق زیرشیروانی‌ام بروم، پشت ماشین تحریر برقی‌ام بنشینم (همان‌طور که الان دارم انجام می‌دهم)، و آتش کنم، کلمات را ببینم که مانند جادو در مقابل چشمانم شکل می‌گیرند.— آسیموف (۱۹۶۹)

### بررسی کوتاه
پیشینهٔ کاری آسیموف را می‌توان به چندین دوره تقسیم کرد. در دورهٔ اول، غلبه با علمی-تخیلی‌ست که با داستان‌های کوتاه در سال ۱۹۳۹ شروع می‌شود و با اولین رمانش در ۱۹۵۰ ادامه می‌یابد. این دوره تا حدود ۱۹۵۸ طول می‌کشد (پس از چاپ «خورشید عریان» (۱۹۵۷)). پس از آن، او شروع به نوشتن ادبیات غیرداستانی می‌کند. به دنبالِ فرستاده شدنِ ماهواره اسپوتنیک به مدار توسط اتحاد جماهیر شوروی، نوشته‌های غیرداستانی او (به خصوص علم به زبان ساده) افزایش چشمگیری می‌یابد و به همان میزان علمی-تخیلی‌هایش کاهش می‌یابند. در ربع قرنِ آینده او تنها چهار رمان علمی-تخیلی می‌نویسد؛ در همان حالی که بیش از ۱۲۰ کتاب غیرداستانی منتشر می‌کند. در سال ۱۹۸۲ دورهٔ دومِ علمی-تخیلی او، با «لبهٔ بنیاد» آغاز می‌شود. از آن موقع تا زمان فوتش دنباله‌ها و پیش‌درآمدهایی می‌نویسد و جهانِ رمان‌هایش را یکپارچه می‌کند (گرچه چون از ابتدا چنین طرحی را در ذهن نداشت، ناسازگاری‌هایی هم در این میان به‌وجود می‌آید).

### علمی-تخیلی
مهم نیست که دربارهٔ موضوعات بسیار متنوعی بنویسم، من در ابتدا نویسنده‌ای علمی-تخیلی بودم و به عنوان یک نویسندهٔ علمی-تخیلی می‌خواهم شناخته شوم.— آسیموف (۱۹۸۰)

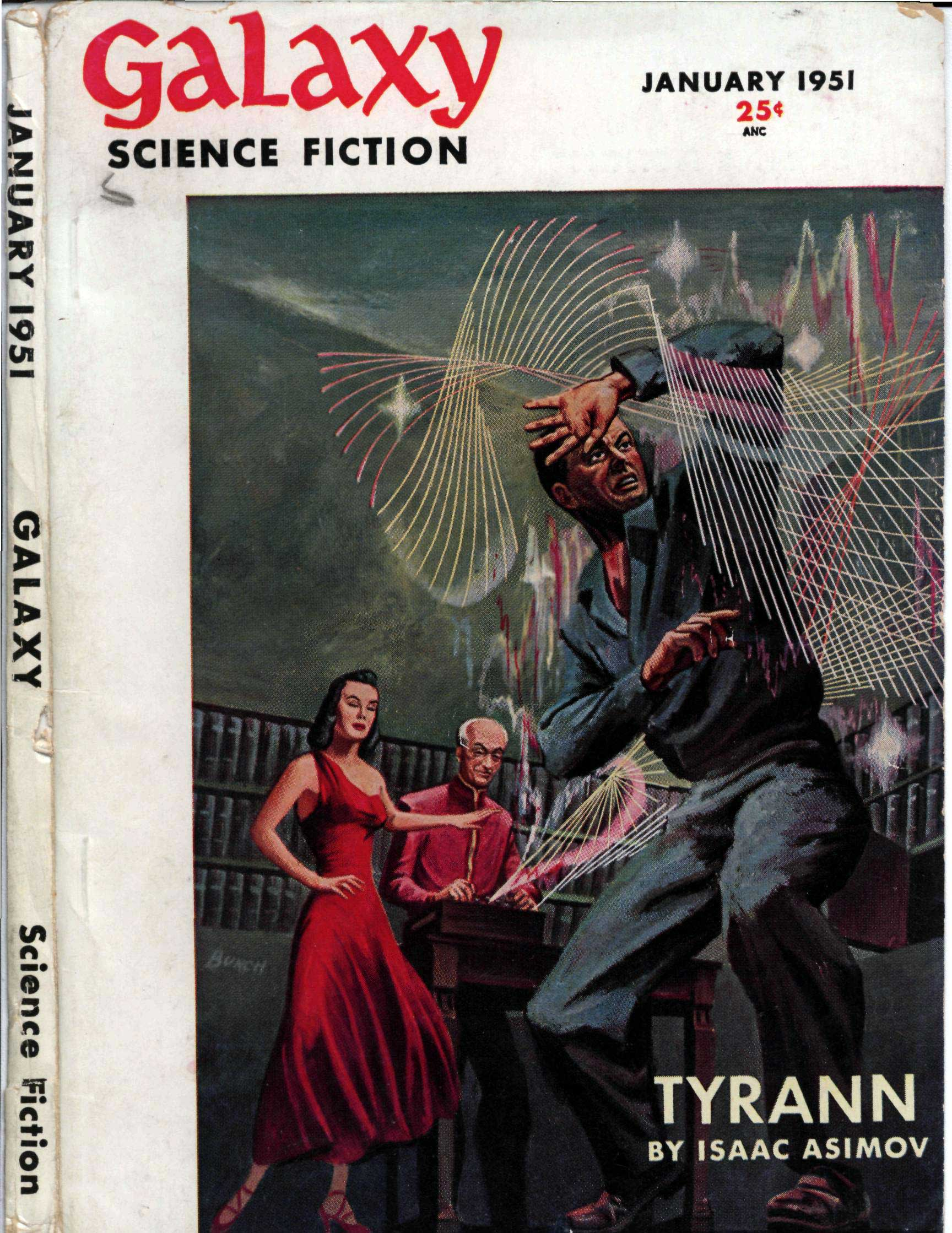
اولین قسمتِ تایرانِ آسیموف بر روی جلد شمارهٔ چهار مجلهٔ کهکشان (علمی-تخیلی) در سال ۱۹۵۱. رمان بعداً در همان سال به صورتِ کتاب با عنوان ستارگان همچون غبار منتشر شد.

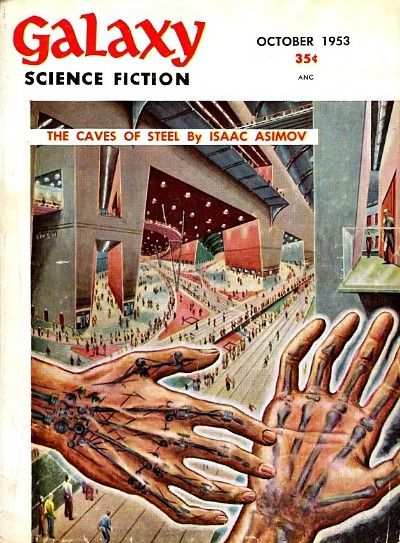
قسمت اول غارهای پولادینِ آسیموف بر روی جلد شمارهٔ ماه اکتبر ۱۹۵۳، مجلهٔ کهکشان (علمی-تخیلی)، تصویر از اد امشویلر

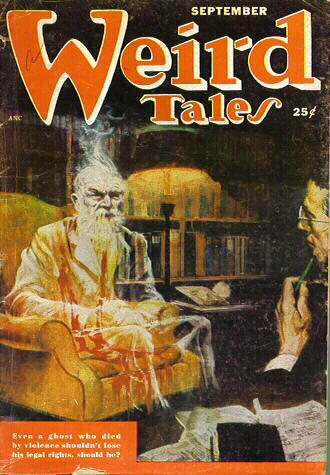
رمان کوتاه آداب (مناسک) قانونی، همکاری با فردریک پوهل، تنها داستان آسیموف که در قصه‌های عجیب چاپ شد.

آسیموف در سال ۱۹۲۹ به یکی از طرفداران علمی-تخیلی تبدیل شد. او شروع به خواندن مجلات پالپی کرد که در شیرینی‌فروشی خانوادگی‌شان فروخته می‌شدند. در ابتدا پدرش او را از خواندن پالپ‌ها منع می‌کرد، چون به نظرش بی‌ارزش بودند؛ تا آنکه آسیموف متقاعدش کرد که چون مجلات علمی-تخیلی در عنوان‌شان «علم» آمده، باید آموزشی باشند.
در ماه مه سال ۱۹۳۷ او برای اولین بار به فکرِ نوشتن به صورت حرفه‌ای افتاد و همان سال شروع به نوشتنِ اولین داستان علمی-تخیلی خود کرد که عنوانش «چوب‌پنبه‌بازکن کیهانی» بود (اکنون گم شده‌است). در ۱۷ می ۱۹۳۸، چون تغییر در برنامهٔ انتشارِ علمی-تخیلی حیرت‌آور او را دچار سؤال کرده بود، سراغ ناشر رفت. وی با الهام از این دیدار، داستانش را در ۱۹ ژوئن ۱۹۳۸ تمام کرد و دو روز بعد شخصاً به سردبیر حیرت‌آور، جان کمبل، تحویل داد. کمبل بیش از یک ساعت با آسیموف ملاقات کرد و قول داد که داستان را خودش بخواند. دو روز بعد او نامه‌ای دریافت که با جزئیات دلیل رد کردن را توضیح می‌داد. این اولین جلسه از سری جلسات‌شان بود که تقریباً هر هفته، تا زمانی که آسیموف در نیویورک بود (در سال ۱۹۴۹ به بوستون رفت) برگزار می‌شد. کمبل تأثیری اساسی بر آسیموف گذاشت و به دوستی شخصی تبدیل شد.
تا پایان ماه، آسیموف داستان دوم، «مسافر قاچاق»، را به پایان رساند. در ۲۲ ژوئیه کمبل آن را رد کرد؛ اما - در «بهترین نامهٔ ممکنی که می‌توانید تصور کنید» - او را به ادامهٔ نوشتن تشویق کرد و قول داد که آسیموف ممکن است پس از یک سال و یک‌دو جین داستانِ تمرینی دیگر، بتواند آثار خود را بفروشد. سومین داستانی را که نوشت، «رها شده در وستا»، توانست در ۲۱ اکتبر ۱۹۳۸ به داستان‌های حیرت‌آور، به سردبیری «ریموند اِی. پالمر» بفروشد که در شمارهٔ مارس ۱۹۳۹ چاپ شد. به آسیموف ۶۴ دلار (معادل ۱/۱۶۲ دلار در سال ۲۰۱۹)، یا یک سنت در ازای هر کلمه پرداخت شد. در آن سال دو داستان دیگر نیز چاپ شد: «سلاحی که برای استفاده وحشتناک است» در شمارهٔ ماه مه حیرت‌آور و «جریان‌ها» در شمارهٔ ژوئیه شگفت‌انگیز، شماره‌ای که بعداً توسط طرفداران به عنوان آغاز «عصر طلایی علمی-تخیلی» انتخاب شد. برای سال ۱۹۴۰ آی‌اِس‌اف‌دی‌بی هفت داستان را در چهار مجلهٔ پالپ مختلف فهرست می‌کند که یکی از آنها در شگفت‌انگیز است. درآمد او برای تأمین هزینهٔ تحصیل کافی می‌شود؛ اما نه به آن اندازه که یک نویسندهٔ تمام‌وقت شود.
آسیموف بعدها گفت که برخلاف دیگر نویسندگان برجستهٔ عصر طلایی مانند رابرت هاین‌لاین و اِی. ای. ون وت - که اولین کار آنها نیز در ۱۹۳۹ چاپ شد و استعداد و درخشندگی‌شان بلافاصله آشکار شد - او «(این فروتنی ساختگی نیست) به تدریج بالا آمد». از ۲۹ ژوئیه ۱۹۴۰، آسیموف در طی ۲۵ ماه ۲۲ داستان نوشت که ۱۳ مورد از آنها چاپ شد. او در ۱۹۷۲ نوشت که از آن تاریخ به بعد او هرگز داستان علمی-تخیلی دیگری ننوشت که چاپ نشده باشد؛ به جز «دو مورد خاص» (این دو استثنا هر دو داستان‌های کوتاه ۱/۰۰۰ کلمه‌ای بودند که در سال ۱۹۴۱ نوشته شدند؛ «صورتک‌ها» و «بازی بزرگ»، دومی در ۱۹۷۴ چاپ شد).

### قوانین رباتیک
1. یک ربات نمی‌تواند به یک انسان آسیب بزند یا به دلیل وارد عمل نشدن، اجازه دهد تا که انسانی آسیب ببیند.
2. یک ربات باید به دستورهای دریافتی از یک انسان عمل کند، مگر در مواردی که این دستورها در تناقض با قانون شمارهٔ یک باشد.
3. یک ربات باید از وجود خویش مراقبت کند؛ مادامی که این محافظت در تضاد با قوانین شماره یک یا دو قرار نگیرد.

بعدها آسیموف قانون دیگری نیز اضافه کرد: قانون صفر.
۰. یک ربات نمی‌تواند به بشریت آسیب بزند، یا با بی‌عملی‌اش اجازه دهد که بشریت آسیب ببیند.

### اصطلاحات ساخته‌شده
بر اساس فرهنگ انگلیسی آکسفورد، آسیموف اصطلاح «رباتیک» را در داستان دروغگو! (شمارهٔ ماه مه سال ۱۹۴۱ علمی-تخیلی شگفت‌انگیز) برای اولین بار به کار می‌برد. او خودش در مقالهٔ تاریخ‌نگاری ربات نوشته که فکر می‌کرده در حال استفاده از واژه‌ای موجود است. ضمن تأیید مرجعِ فرهنگ آکسفورد، او به اشتباه بیان می‌کند که واژه برای اولین بار در داستان دور سرگردانی (شمارهٔ ماه مارس ۱۹۴۲ علمی_تخیلی شگفت‌انگیز، صفحهٔ ۱۰۰، ستون اول، در یک سوم اول) چاپ شده‌است.
در همین داستان (سومین داستان در مجموعهٔ ربات) است که برای نخستین بار اصطلاح «پوزیترونیک» به کار می‌رود.
آسیموف اصطلاح «روان‌تاریخ» را در مجموعهٔ بنیاد به کار می‌برد: دانشی که ترکیب تاریخ، جامعه‌شناسی و آمار ریاضی‌ست و می‌تواند رفتار عمومی جوامع خیلی بزرگ (مثل امپراتوری کهکشانی) را پیش‌بینی کند. آسیموف بعدها بیان کرد که می‌بایست روان‌جامعه‌شناسی را به جای آن به کار می‌برد. این اصطلاح برای اولین بار در پنج داستان کوتاهی به کار رفت که بعداً در یک رمان (بنیاد) کنار هم قرار گرفتند.

### افتخارات
داستان‌های علمی_تخیلی آسیموف جایزه‌های متعددی برد: ۵ جایزه هوگو که با انتخاب خوانندگان اعطا می‌شود و سه جایزه نبولا که از طرف نویسندگان علمی_تخیلی اعطا می‌شود. تریلوژی یا داستان‌های سه‌گانه او که داستان یک امپراتوری کهکشانی در آینده است و از کتاب‌های «بنیاد» (۱۹۵۱)، «بنیاد امپراتوری» (۱۹۵۲)، و «بنیاد دوم» (۱۹۵۳) تشکیل یافته‌است جایزه هوگو سال ۱۹۶۶ را به عنوان بهترین مجموعه داستان علمی_تخیلی برای او به ارمغان آورد. او همچنین جایزه استاد بزرگ را که انجمن نویسندگان علمی‌تخیلی آمریکا به پاس یک عمر فعالیت موفقیت‌آمیز در زمینه داستان‌نویسی علمی-تخیلی اعطا می‌کرد در سال ۱۹۸۷ به دست آورد.

## گزیدهٔ آثار
بنا به شیوهٔ محاسبه ممکن است که کتابشناسی ایزاک آسیموف را شامل بیش از ۵۰۰ کتاب دانست. برای انتشار صدمین، دویستمین و سیصدمین کتابش (بنا به محاسبهٔ خودش) اپوس ۱۰۰ (۱۹۶۹)، اپوس ۲۰۰ (۱۹۷۹) و اپوس ۳۰۰ (۱۹۸۴) را دربارهٔ کارهای قبلی‌اش منتشر کرد.
تعداد کارهایش آنقدر زیاد است که همهٔ رده‌بندی‌های اصلی دیوئی را شامل می‌شود (به جز ردهٔ ۱۰۰، فلسفه و روان‌شناسی).
کتابشناسی گسترده‌ای از کارهای او توسط اد سیلر گردآوری شده‌است.
به مناسبتِ صدمین سالگرد تولد آسیموف (۲ ژانویهٔ ۲۰۲۰) یکی دیگر از علاقه‌مندان او (استیون کوپر) کتابشناسی گستردهٔ جدیدی فراهم کرد.

## نظرات

### پیش‌بینی‌ها

#### دیدار از نمایشگاه جهانی (۲۰۱۴)
وی در مقاله‌ای در سال ۱۹۶۴ پیش‌بینی‌های خود را در مورد جهان در ۵۰ سال آینده یعنی سال ۲۰۱۴ تشریح کرده بود. او این مطالب را به مناسبت افتتاح نمایشگاه بین‌المللی سال ۱۹۶۴ در نیویورک نوشته بود. هر چند موضوع اصلی این نمایشگاه بین‌المللی که به مدت تقریباً یک سال دایر بود «صلح از طریق تفاهم متقابل» بود، ولی امروزه بیش از هر چیز دیگری آن نمایشگاه را به خاطر پیش‌بینی‌هایش از آینده فناوری به یاد می‌آورند.

##### پیش‌بینی‌های آسیموف در سال ۱۹۶۴ برای ۵۰ سال آینده (۲۰۱۴)
- ارتباطات، صوتی - تصویری شکل خواهد گرفت و با استفاده از تلفن علاوه بر صدای طرف دیگر، می‌توان تصویر او را نیز دید.
- برقراری تماس مستقیم تلفنی با هر نقطه‌ای در جهان، حتی مرکز هواشناسی در قطب جنوب، میسر خواهد شد.
- ربات‌ها در سال ۲۰۱۴ نه عمومیت خواهند یافت و نه کارشان عالی خواهد بود، ولی وجود خواهند داشت.
- صفحات قابل آویختن به دیوار جای تلویزیون‌های معمولی را خواهند گرفت ولی مکعب‌های شفاف که امکان دیدن تصویر به شکل سه بعدی را فراهم خواهد کرد به مرور عرضه خواهند شد.
- مکالمه و تماس با کره ماه دیگر چندان دشوار نخواهد بود.
- وسایلی برای آشپزخانه طراحی و ساخته خواهند شد که «غذاهای آماده» را مهیا خواهند کرد، آب را گرم کرده و با آن قهوه درست خواهند کرد.
- حداقل یک یا دو مورد گیاه آزمایشگاهی که از انرژی نهفته در ستاره‌ها تغذیه می‌کنند وجود خواهد داشت.
- برای ساختن خودروهایی که توسط یک ربات هدایت خواهند شد، تلاش‌های زیادی صورت خواهد گرفت.
- تمام جمعیت جهان به‌طور یکسان و کامل از تمام وسایل و تکنولوژی جدید در آینده بهره‌مند نخواهند شد. درصد بیشتری به نسبت امروزه از به‌کارگیری این وسایل محروم خواهند بود. هر چند از نظر امکانات مادی زندگی آن‌ها ممکن است به نسبت امروز وضعیت بهتری داشته باشند ولی از تازه‌ترین امکانات خلق شده توسط تکنولوژی عقب خواهند ماند.[۳۵]

### مسائل اجتماعی

#### دنیای جدید آسیموف (پیش‌بینی ۲۰۱۹ در ۱۹۸۴)
در آستانهٔ سال ۱۹۸۴ روزنامه تورنتو استار برای تهیهٔ مجموعه مقالاتی دربارهٔ رمان مشهور جرج اورول، از آسیموف می‌خواهد که نگاه خود را از وضعیت جهان در سال ۲۰۱۹ (۳۵ سال بعد) بگوید (رمان ۱۹۸۴، سی و پنج سال قبل منتشر شده بود).
او در بخشی از مقاله چنین می‌نویسد:
... فرض کنیم جنگ هسته‌ای درنگیرد -که لزوماً فرض امنی نیست- و از آنجا ادامه دهیم.
کامپیوتری شدن بدون شک به شکل اجتناب‌ناپذیری به پیش خواهد رفت…
تاثیرِ آنیِ تشدید کامپیوتری شدن، بی‌شک، تغییرِ کاملِ عادتهای کاری ما است. پیش از این هم چنین اتفاقی افتاده‌است.
قبل از انقلاب صنعتی، اکثریت گستردهٔ انسانها مشغول کشاورزی و مشاغل مربوط به آن بودند. بعد از صنعتی شدن انتقال از مزرعه به کارخانه، سریع و دردناک بود. با کامپیوتری شدن، انتقال جدید از کارخانه به چیزی جدید، سریعتر و در نتیجه
دردناکتر خواهد بود.
این به آن معناست که تغییر گسترده‌ای در ماهیت آموزش باید روی دهد، و کل جمعیت باید «سواد کامپیوتری» پیدا کنند و باید یاد بگیرند که چگونه با دنیای «فناوری پیشرفته» رو به رو شوند.
اما تغییر این بار بسیار سریعتر است و جامعه باید بسیار سریعتر کار کند؛ شاید سریعتر از آنکه بتواند.
این به آن معناست که نسل بعدی مرحلهٔ گذار سختی در پیش دارد، چون میلیون‌ها نفر که آموزش ندیده‌اند خود را ناتوان از انجام دادن کارهایی می‌دانند که بیشترین نیاز به انجامشان وجود دارد…
آموزش، که باید در دنیای جدید انقلابی در آن به پا شود، از طریق همان عاملی از اساس متحول خواهد شد که به انقلاب نیاز دارد - کامپیوتر.
مدارس بدون شک هنوز وجود خواهند داشت، اما یک معلم خوب مدرسه نمی‌تواند کاری بهتر از ایجاد حس کنجکاوی انجام دهد، که یک دانش‌آموز علاقه‌مند سپس می‌تواند پشت دستگاه کامپیوتر در خانه‌اش آن را برآورده کند.
سرانجام فرصتی برای هر جوان، و در واقع، برای هر کسی فراهم خواهد شد تا آنچه را که می‌خواهد یاد بگیرد، بیاموزد. در زمان خودش، با سرعت خودش، به روش خودش.

آموزش سرگرم‌کننده خواهد شد زیرا از درون می‌جوشد و نه آنکه از بیرون تحمیل شود.

## یادداشت
1. ↑  همچنین در حدود ۹۰/۰۰۰ نامه و کارت پستال نوشته‌است.
2. ↑  شبیه به کاری که هاین‌لاین و دیگرانی در آثارشان کردند.
3. ↑  رباتیک به فناوری به اندازه کافی پیشرفته‌ای تبدیل شده‌است، آنچنان که مقالات و کتابهایی دربارهٔ تاریخش منتشر شده‌است؛ و من اینها را با شگفتی نگاه کرده‌ام، و تا حدی ناباوری، چون من هستم که ایجاد کرده‌ام … واژه را
4. ↑  «اگر بخواهم دقیق بگویم، نه در روسیه متولد شدم و نه در اتحاد جماهیر شوروی، بلکه در روسیهٔ بزرگ به دنیا آمدم.»
5. ↑  در ابتدای خواندن پسرک زشت آسیموف می‌گوید:داستان بعدی را در سوم اکتبر ۱۹۵۷ شروع کردم و همان فردایش روس‌ها اولین ماهواره را در مدار قرار دادند و عصر فضا آغاز گشت. وقتی که چنین شد، بسیار علاقه‌مند شدم که ادبیات غیرداستانی بنویسم و بعد از آن نسبتِ به قبلْ کمتر علمی-تخیلی نوشتم. پس می‌شود گفت که این داستان آخرینی‌ست که در زمانی نوشتمش که تقریباً کلاً علمی-تخیلی می‌نوشتم.
6. ↑  نخستین کتاب آسیموف یک داستان علمی-تخیلی به نام «سنگریزه‌ای در آسمان» بود که در سال ۱۹۵۰ انتشار یافت. ۲۳۷ ماه یا تقریباً ۲۰ سال طول کشید تا وی صد کتاب بنویسد که تا اکتبر ۱۹۶۹ به طول انجامید.
7. ↑  صد کتاب بعدی، مرحله مهمی از زندگی او بود که در مارس ۱۹۷۹یعنی در عرض ۱۱۳ ماه یا در حدود ۹ سال. نیم به آن رسید یعنی چیزی بیش از ۱۰ کتاب در سال.
8. ↑  در دسامبر ۱۹۸۴، فقط پس از گذشت ۶۹ ماه یا کمتر از ۶ سال دیگر وی سیصدمین کتابش را نیز منتشر کرد.
9. ↑  چند جمله بعدی دربارهٔ گسترش کامپیوتر از حیطهٔ دولتها و صنایع به خانه‌ها و مقامت بیفایده در مقابل این پیشرفت است؛ و نیز اینکه دولتها به همان میزانی که اکنون به دنبال سلاح هستند، در آینده در پی دستیابی به کامپیوتری شدن خواهند بود. رشد پیچیدگی‌های جامعه، نبودِ کامپیوترها را امکان‌ناپذیر خواهد کرد.
10. ↑  نه به این خاطر که کامپیوتری شدن تعداد مشاغل را کم خواهد کرد؛ چون پیشرفتهای تکنولوژیکی همیشه، در گذشته، بیش از مشاغلی را که نابود کرده، ایجاد کرده‌اند و دلیلی وجود ندارد که همین اتفاق اکنون نیز تکرار نشود.

با این وجود، مشاغلی که ایجاد می‌شوند همان مشاغل از بین رفته نخواهند بود، و در موارد مشابه در گذشته تغییر هیچگاه چنین بنیادی نبوده‌است.
11. ↑  پاراگراف بعدی دربارهٔ ویژگیهای مشاغل حذف شده‌است: کارهای روتین کارمندی یا خطِ تولیدی که ساده و تکراری و خرفت کننده‌اند (و نابودگر ذهنِ‌های به خوبی متعادلِ انسان‌هایی که سالها برای امرار معاش ناچار به انجامشان هستند)، ولی آنقدر پیچیده هم هستند که دستگاهی که کامپیوتر نباشد یا کامپیوتری نشده باشد هم از پس آن کار برنمیاید.

و کارهای ایجاد شده: طراحی، تولید، نصب و راه‌اندازی، نگهداری و تعمیر کامپیوترها و رباتها؛ و در نهایت: درکِ همهٔ صنایع جدیدی که این ماشین‌های «هوشمند» امکان‌پذیر می‌کنند.
12. ↑  باز هم، این اتفاقات قبلاً افتاده‌است. نیروی کار صنعتی باید، از سر ضرورت، تحصیلات بیشتری از نیروی کار کشاورزی داشته باشد. کسانی که روی زمین کار می‌کنند می‌توانند بدون خواندن و نوشتن روزگارشان را بگذرانند. کارگران کارخانه نمی‌توانند.

در نتیجه، طی قرن نوزدهم، آموزش عمومی در مقیاس گسترده باید در کشورهای صنعتی اجرا می‌شد.